# Parosphromenus bintan
Parosphromenus bintan är en fiskart som beskrevs av Maurice Kottelat och Ng, 1998. Parosphromenus bintan ingår i släktet Parosphromenus och familjen Osphronemidae. Inga underarter finns listade i Catalogue of Life.